# Rammträsk
Rammträsk är en sjö i Gotlands kommun i Gotland och ingår i Snoderåns huvudavrinningsområde. Sjön är 15,4 meter djup, har en yta på 0,095 kvadratkilometer och befinner sig 39,5 meter över havet. Vid provfiske har abborre, gers, mört och sarv fångats i sjön.
Sjön uppkom i slutet av 1800-talet i samband med att Lojsta träsk sänktes och delades upp i tre olika sjöar.